# Letitia Tyler
Letitia Tyler, née Letitia Christian le 12 novembre 1790 et morte le 10 septembre 1842, était l'épouse du président des États-Unis John Tyler.
Elle occupa le poste de Première dame des États-Unis entre 1841 et 1842, jusqu'à sa mort. La belle-fille du président, Priscilla Tyler, la remplace alors.
Avant d'être élu président, John Tyler occupait la fonction de vice-président auprès du président William Henry Harrison. À ce titre Letitia Tyler fut aussi deuxième dame des États-Unis pendant un mois puisque le président Harrison mourut un mois jour pour jour (le 4 avril 1841) après sa prise de fonction le 4 mars 1841. 
Immobilisée dans un fauteuil roulant, elle occupe ses journées de Première dame à lire la Bible.
C'est la première Première dame à mourir à la Maison-Blanche. Caroline Harrison (1892) et Ellen Wilson (1914) sont les deux autres Premières dames à avoir partagé ce destin.